# Sesat 1
Раніше знаходиться в одній точці з W4 (36.0 с.д.) Сибірсько-Європейський супутник (SESAT 1) в 2000 році відкрив Eutelsat шлях в Азію і став першим апаратом серії, що забезпечує надання послуг від Європи до Індійського регіону. 
 На супутнику є 18 потужних транспондер ів діапазону Ku, що працюють в міжнародних, регіональних та національних мережах. Пізніше був переведений в точку 16.0 с.д. через аварію телекомунікаційного супутника Eutelsat W2. У позиції 36 с.д. його замінив новий супутник зв'язку Eutelsat W7.
Другий апарат SESAT 2 (53.0 с.д.) запущений в 2003 році: Eutelsat використовує на правах оренди 12 транспондерів (половину його потужностей); російське позначення супутника Express AM22.
Розробка і виробництво спільна: Alcatel Space та НПО ПМ. Запуски російською системою Протон.
Комбінуючи дві зони покриття SESAT, Eutelsat забезпечує швидко зростаючі потреби у використанні частотної смуги для Інтернет, що є виключно цінним якістю для Інтернет-провайдерів і постачальників послуг мультимедіа, що надають послуги далекого зв'язку. 
 Супутник SESAT використовують також телевізійні мовні компанії для доступу на європейський ТВ-ринок Eutelsat з виходом на 100 млн кабельних і супутникових домашніх приймачів в Європі, Північній Африці і на Близькому Сході.
За рахунок застосування фіксованих та перенацілює промінь їй досягається високий ступінь експлуатаційної гнучкості, як з точки зору передачі, так і прийому. Лінії вгору і вниз можуть організовуватися в межах вузького променя, між вузьким і широким променем і в межах одного широкого променя.